# Priscilla Susan Bury
Priscilla Susan Bury (* 12. Januar 1799 in Rainhill; † 8. März 1872 in Fairfield bei Liverpool) war eine britische botanische Illustratorin.

## Biographie
Priscilla Susan Bury, geborene Falkner, war die Tochter von Bridgett Tarleton († 1819) und Edward Dean Falkner (1750–1825), einem vermögenden Händler aus Liverpool. 1830 heiratete sie den Eisenbahningenieur Edward Bury (1794–1858); das Paar bekam zwischen 1831 und 1835 mindestens drei Söhne.
Bury begann, die exotischen Pflanzen in den Treibhäusern ihres Elternhauses in Fairfield zu zeichnen. Das entsprach der viktorianischen Vorstellung, wonach diese Beschäftigung für Frauen „a genteel, diverting and instructive study [so] that the fair sex could find amusement“ („ein vornehmes, ablenkendes und lehrreiches Studium [sei], [damit] das schöne Geschlecht Vergnügen finden könne“) sei. Sie erhielt weder eine Ausbildung als Zeichnerin noch als Botanikerin.
1829 erschienen Drawings of lilies mit Burys lithographierten Zeichnungen und kurzen Texten auf der Grundlage ihrer Notizen. Diese Publikation wurde von William Swainson unterstützt. Die Lithographien wurden von Charles Joseph Hullmandel erstellt. Zwischen 1831 und 1834 wurde die Serie A Selection of Hexandrian Plants veröffentlicht, gestochen von Robert Havell. Diese Serie gilt als die ausführlichste und ungewöhnlichste Darstellung von Pflanzen mit sechs Staubblättern im 19. Jahrhundert. Die Darstellungen waren zum Teil farbig gedruckt und zum Teil manuell koloriert. Nach 1836 steuerte Priscilla Bury acht Zeichnungen zu The Botanist von Benjamin Maund und John Stevens Henslow bei und veröffentlichte 1860–1861 zwölf Platten mit fotografischen Drucken ihrer Zeichnungen, die 1865 und 1869 erweitert nochmals aufgelegt wurden. Manche ihrer Publikationen erschienen unter dem Namen Mrs. Edward Bury. 1860 veröffentlichte  Priscilla Bury als Privatdruck die Recollections of Edward Bury zur Erinnerung an ihren verstorbenen Ehemann.

## Galerie

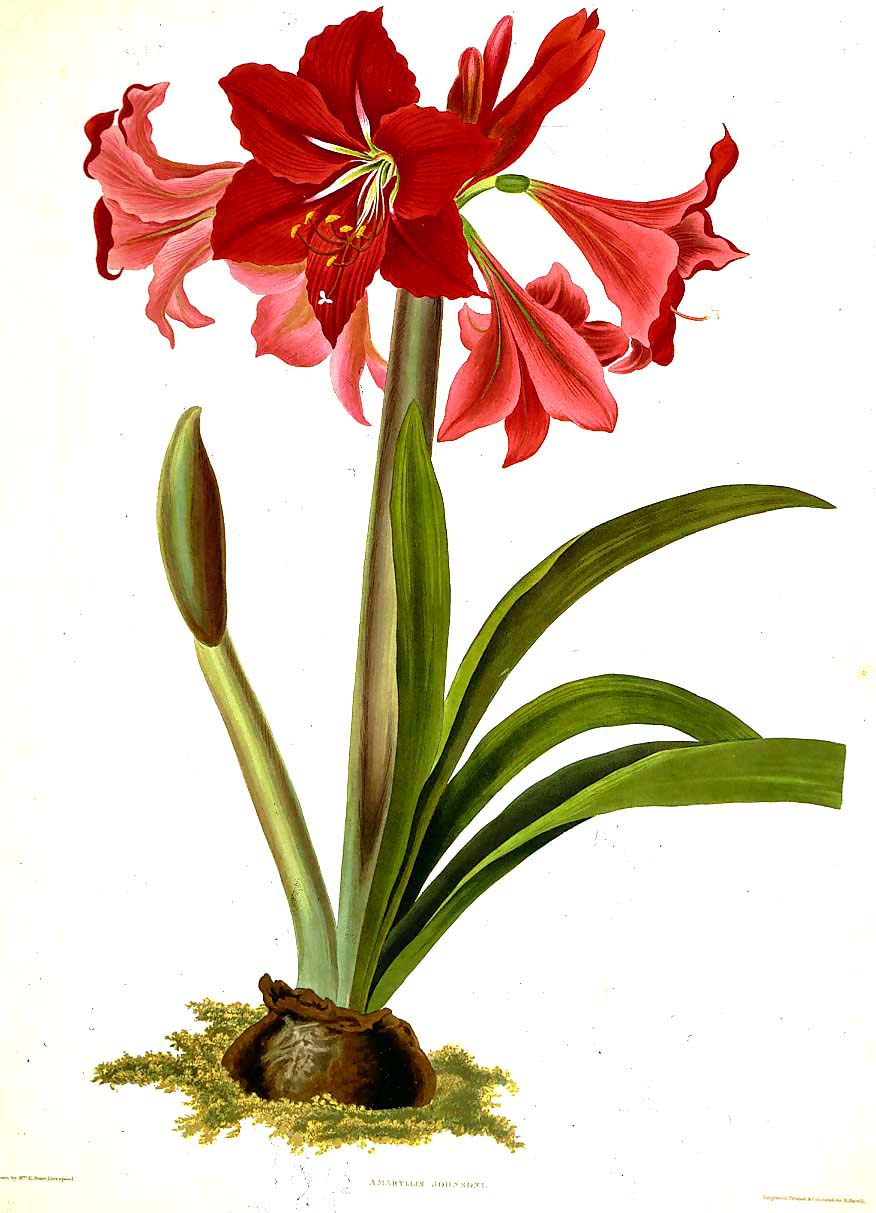
Hippeastrum ×johnsonii
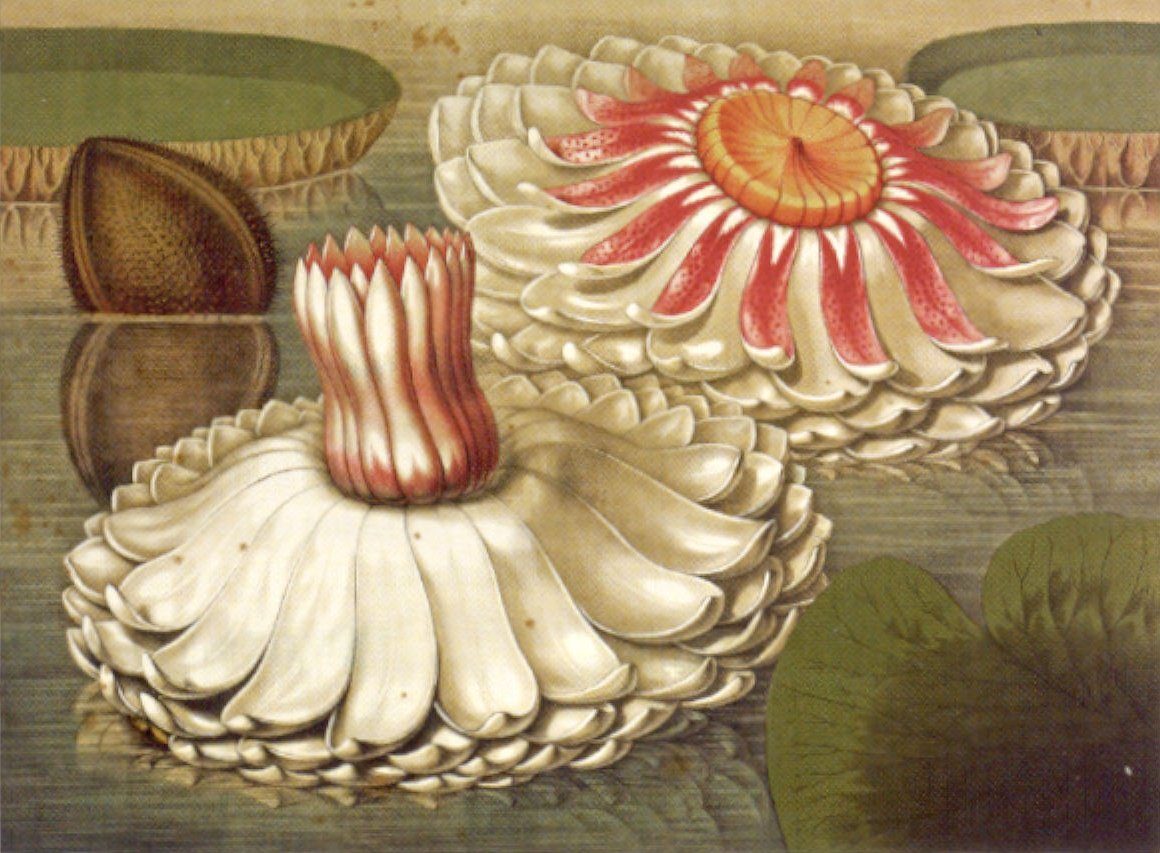
Lilie in A Selection of Hexandrian Plants
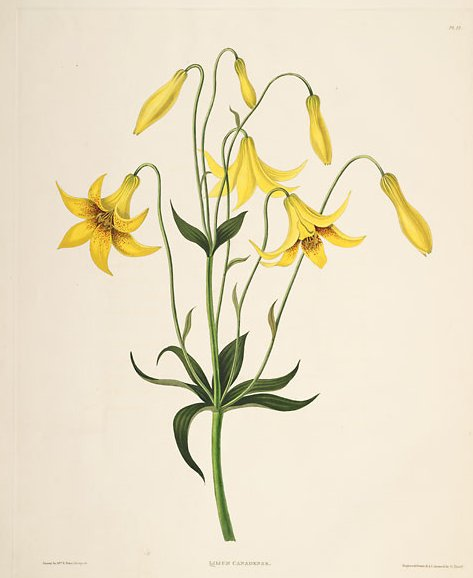
Lilium canadense
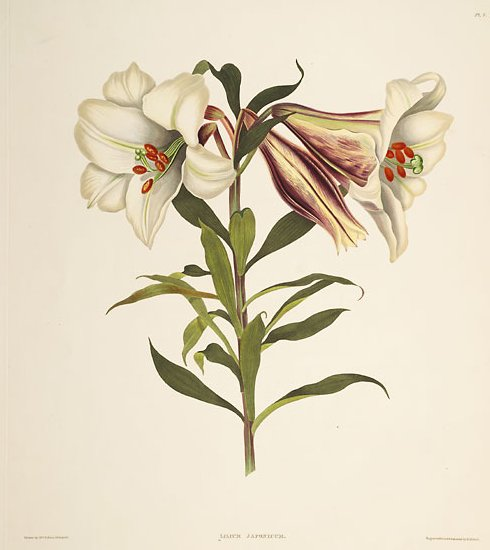
Lilium brownii var. viridulum
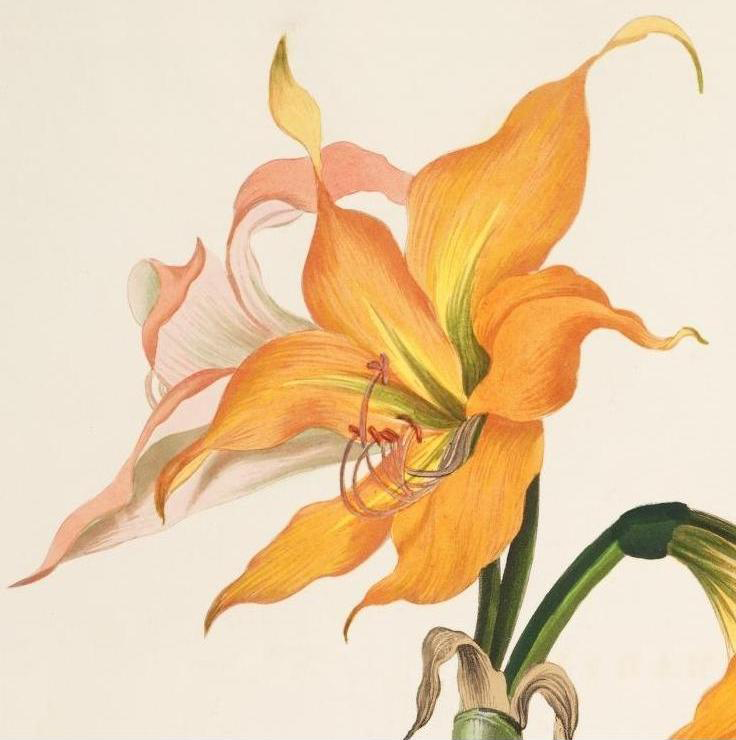
Hippeastrum Striatum